# Velryba černá
Velryba černá (Eubalaena glacialis) je kytovec dorůstající délky okolo 14,5 metrů, z čehož hlava zabírá 1/4–1/3, stejně tak rozpětí ocasní ploutve dosahuje asi 1/3 délky těla. Pohlavní dimorfismus není tolik výrazný jako u jiných kytovců, přesto je samice trochu větší. Váží okolo 40 tun. Má proti jiným kytovcům dlouhé a široké hrudní ploutve, zatímco hřbetní ploutev vůbec nemá. Jsou pro ní typičtí parazitičtí korýši, kteří žijí na výstupcích hlavy. Živí se planktonem a krilem. Mezinárodním svazem ochrany přírody je vedená jako kriticky ohrožená (2020), v přírodě žije asi 200 až 250 dospělých jedinců.

## Taxonomie
Velryba černá patří mezi kosticovce a je jednou z mála zástupců tzv. pravých velryb. Řadí se k rodu Eubalaena (doslova pravá velryba). Původně se mezinárodní název rodu uváděl jen jako Balaena, ten je však nyní vyhrazen jen pro velrybu grónskou. V taxonomii nepanuje všeobecná shoda. Dříve se uvádělo, že velryba černá vytváří celkem tři poddruhy: velryba černá biskajská (Eubalaena glacialis glacialis), velryba černá japonská (Eubalaena glacialis japonica) a velryba černá jižní (Eubalaena glacialis australis). Nyní se na základě genetických výzkumů rod Eubalaena rozděluje na tři druhy: velryba černá (Eubalaena glacialis) (s jedním poddruhem), velryba japonská (Eubalaena japonica) a velryba jižní (Eubalaena australis).

## Popis
Velryba černá dorůstá v průměru délky 13,4 – 15,5 metru. Největší jedinec měřil 17,08 metru. Jednalo se o samici, které jsou o něco větší než samci. Hmotnost se většinou pohybuje mezi 40–45 tunami, nicméně obzvláště velcí jedinci mohou vážit až k 70 tunám. Mláďata jsou při narození dlouhá asi 4–4,5 metru. Pokud by se potvrdil odhad maximální hmotnosti 106 tun, velryba černá by se stala čtvrtým nejtěžším známým kytovcem vůbec (po plejtvákovi obrovském, velrybě japonské a plejtváku myšokovi).
Tělo velryby černé je podobně jako u ostatních pravých velryb zavalité, hlava velká a ploutve rovněž. Hřbetní ploutev zcela chybí. Čelist je vysoko vyklenutá a vytváří tak rýhu v tvaru luku. Na svrchní straně čelisti se nachází velký hrbol (kalozita) zvaný bonnet. Podobné, ale menší hrboly se nachází i na spodní čelisti, u dýchacích otvorů a nad okem. Na všech hrbolech se pravidelně uchycují paraziticky žijící korýši. Zbarvení těla je na většině povrchu černé, na spodní straně většinou světlejší, přičemž někdy jsou přítomny i velmi světlé skvrny. Z horní čelisti vyrůstá 200–300 párů dlouhých a úzkých kostic. Ty mohou dosahovat délky i přes dva metry.
Jako většina kytovců dožívá se i velryba černá poměrně vysokého věku. Je zřejmé, že může žít nejméně 50 let, ale některé odhady hovoří až o 100 letech. Pro zpřesnění údajů o věku chybí relevantní data.

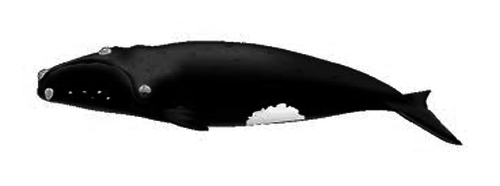
Vzhled velryby černé
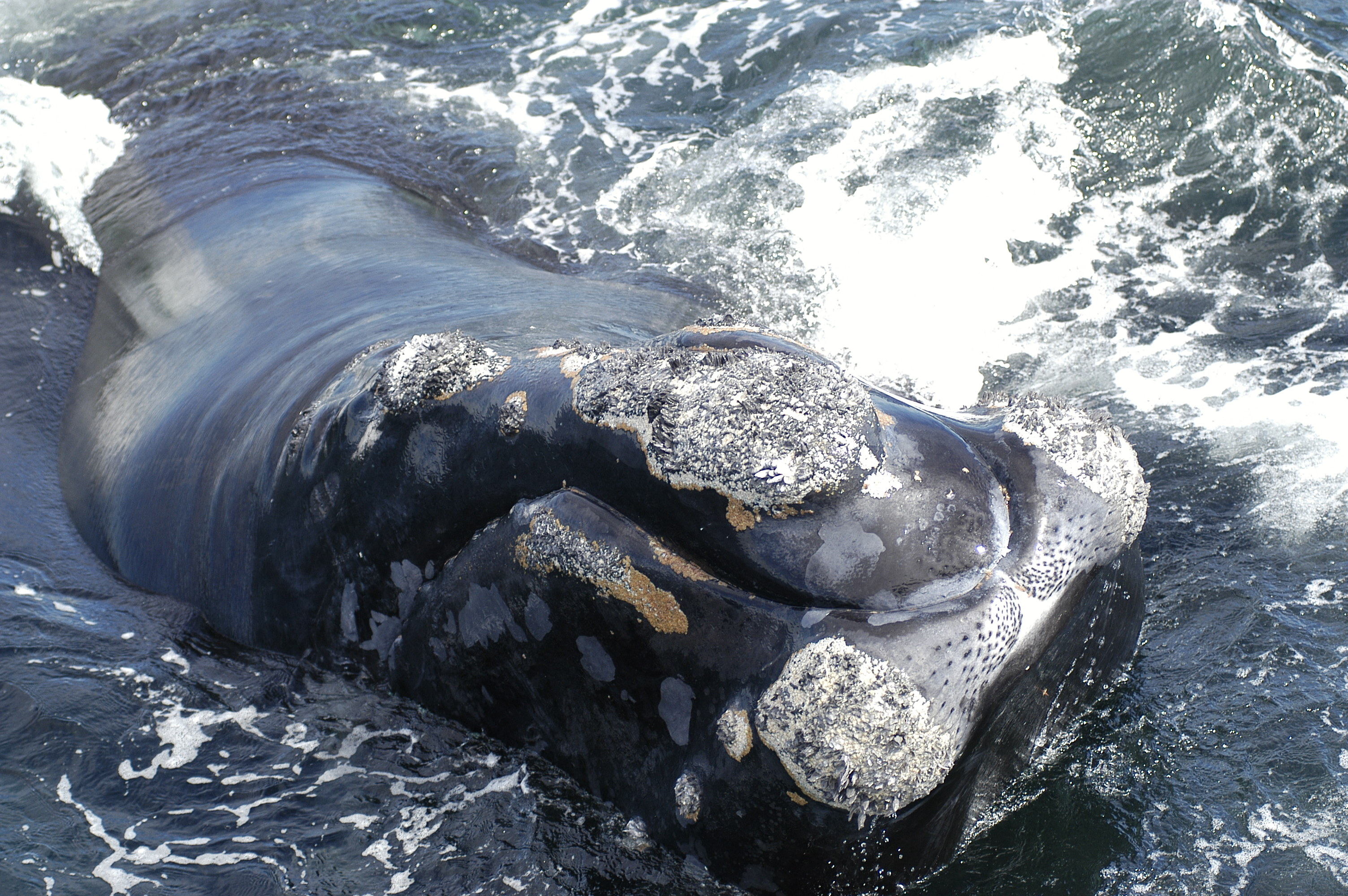
Hlava velryby černé porostlá parazitickými korýši

## Život

### Populace a rozšíření
Organizovaný lov velryby černé začal někdy v 11. století v Biskajském zálivu, ve 14. století u Islandu a v 16. století u pobřeží Labradoru. Od té doby populace tohoto kytovce klesá. Početnost velryb černých před začátkem organizovaného lovu se odhaduje na 9 000 až 21 000 jedinců. Mezi 17. stoletím a polovinou 20. století bylo uloveno nejméně 5 500 velryb (ale spíše dvojnásobek) v oblasti severozápadního Atlantiku. V současné době jich žije 200 až 250, naprostá většina z tohoto počtu v severozápadním Atlantiku. V severovýchodním Atlantiku se předpokládá existence migrující nicméně nemnožící se malé populace.

### Potrava
Velryba černá se živí od jara do podzimu a v některých oblastech i v zimě. Hlavní potravou je drobný zooplankton (kril). Pravé velryby a plejtvákovci jsou takzvanými „sběrači“ (skimmers). Plejtváci proti tomu jsou „hltači“ (gulpers). Technika lovu sběračů spočívá v tom, že plavou volně vodou s tlamou otevřenou tak dlouho, dokud se mezi kosticemi a jejich vousy nenahromadí dostatek planktonu či krilu. Pak zvíře tlamu zavře, vytlačí přebytečnou vodu a zachycenou potravu polkne.

### Sociální vztahy a rozmnožování
Velryba černá žije v jednotlivě nebo v malých rodinných skupinách. Březost samic trvá přibližně jeden rok. Mláďata měří při narození 5,5–6 metrů. Fyzicky zralí jsou jedinci okolo osmého roku života. Samice mohou rodit jedno mládě zhruba každé tři roky nicméně interval je obvykle delší a v současnosti činí v průměru přibližně pět let.

## Hrozby, velrybaření
Velryba černá je velmi pomalým plavcem, její maximální rychlost je jen okolo 10 km/h. Kromě lidí však nemá přirozené nepřátele. Kosatky dravé, s výjimkou člověka jediní lovci větších kytovců, zřejmě velryby černé jako kořist příliš nevyhledávají, resp. chybějí důkazy, že by se tak dělo. Je zajímavé, že daleko rychlejší plavce plejtváky napadají kosatky podstatně častěji.
Největším problémem, který v současnosti sužuje malou populaci těchto velryb, je vysoká úmrtnost jako následek srážek s lodními šrouby a zamotávání se do rybářských sítí. V průměru tři velryby ročně jsou usmrceny v důsledku těchto nehod. Vzhledem k nízké reprodukční schopnosti se jedná o vysoké číslo.
Pravé velryby získaly své jméno tak, že je velrybáři považovali za ty „pravé“ pro lov. Mají totiž několik zásadních „výhod“: plavou na hladině i po usmrcení, jsou velmi pomalé a často se zdržují při pobřeží. Baskové byli první, kdo začali s rozsáhlejším lovem těchto savců v oblasti Biskajského zálivu. Nejprve byly loveny především pro tuk, později i pro maso. V 16. století se velrybaření přeneslo až k pobřeží Kanady. Do poloviny 18. století bylo u pobřeží Severní Ameriky loveno zhruba 100 kusů ročně. Přibližně v roce 1750 byla populace v severním Atlantiku pro komerční účely prakticky vylovena. Do 19. století pokračoval lov velryb černých spíše sporadicky především v jižní části jejich areálu. Velrybářské flotily se v té době zaměřovaly především na vorvaně a pravé velryby na jižní polokouli. V roce 1935 čítala populace velryby černé jen asi 100 kusů a od roku 1937 podléhá ochraně. Zákaz lovu byl relativně úspěšný, ačkoli byl někdy porušován. Až do konce 20. století populace velmi pomalu vzrůstala. Ve druhém desetiletí 21. století nicméně došlo opět k populačnímu úbytku. Tento kytovec tak stále balancuje na hraně vymření.

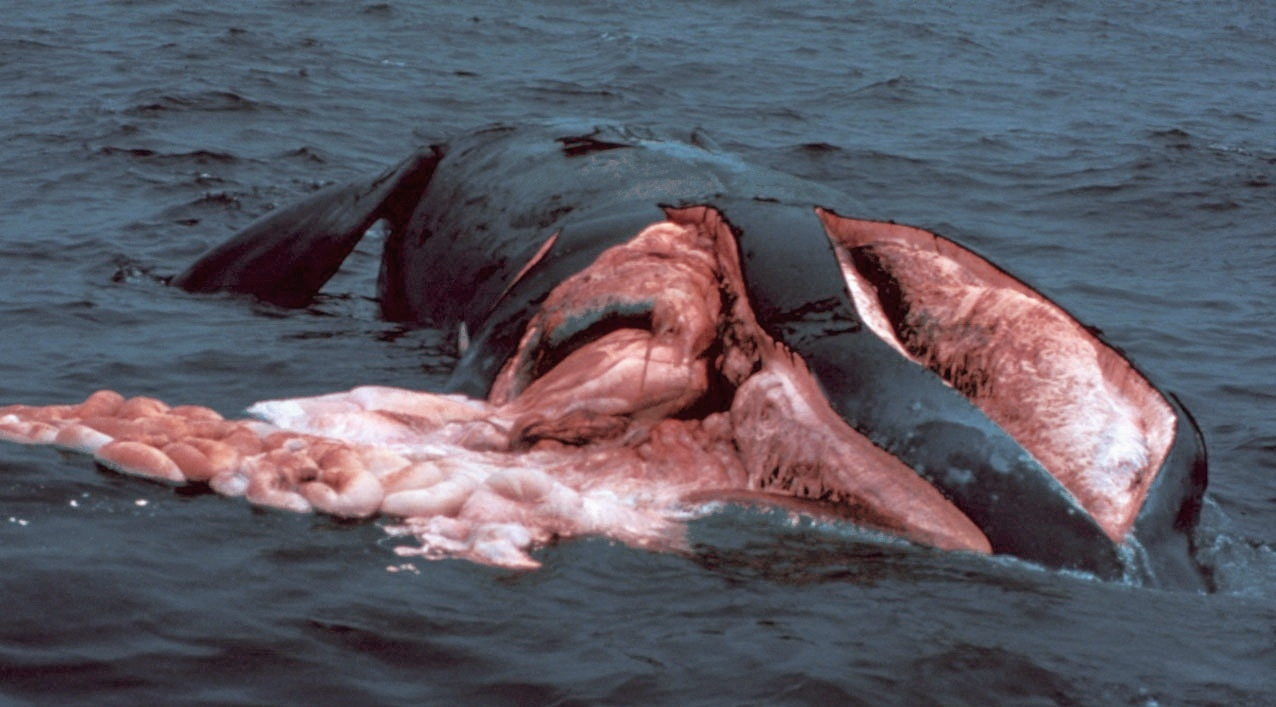
Mrtvá velryba po kolizi s lodním šroubem
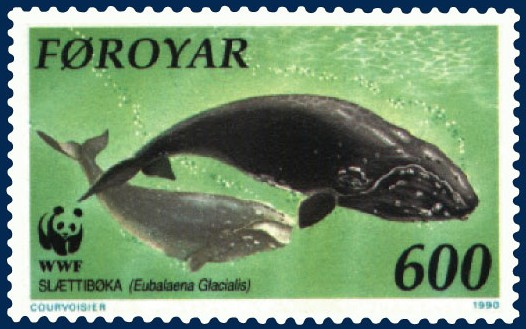
Velryba černá jako motiv na známce Faerských ostrovů